# Violence dans la religion
 (février 2024).
 (février 2024).
La violence dans la religion peut se traduire par un comportement individuel mortifère, un conflit communautaire, une guerre de religion, ou des persécutions religieuses.
La religion a été jusqu’à la période moderne, étroitement liée à la politique ainsi que corrélée aux conditions économiques, de telle sorte qu’il est parfois historiquement erroné de considérer que des violences sont exclusivement d’origine religieuse.
La violence religieuse n'est pas toujours fondamentaliste, et tous les fondamentalistes ne sont pas violents.
La question de la violence, et en particulier de l'homicide, du viol, de la torture, est récurrente dans l'histoire et les religions ont été amenées à se prononcer à son sujet.
- Parfois pour la prohiber (« tu ne tueras pas »)[3],
- parfois pour l'instrumentaliser (sacrifices)
- parfois enfin pour la codifier dans des cas formels bien définis : guerre (dont la légitimité en cas d'atteinte à des intérêts estimés vitaux ne semble contestée par aucune religion hormis des groupes comme les quakers et les mennonites), châtiments corporels, peine capitale éventuelle, etc.

Les religions ont émis des positions sur le suicide, forme de violence sur soi.

## Violence envers autrui en général
La loi du Talion apparaît dans le Code d'Hammourabi, roi de Babylone (1730 av. J.-C.). Il se peut que cette loi entende lutter contre une escalade de la violence individuelle en limitant celle-ci au niveau de la violence subie. Notre notion de légitime défense en droit contemporain procède du même esprit en exigeant une limitation de toute riposte au niveau exact de l'attaque.

### Judaïsme
Pour le rabbin Yeshaia Dalsace, « la notion de paix est cardinale pour le judaïsme. Elle est le but ultime de toute existence, celle du monde, de l’humanité et de l’individu ». « Le terme Chalom [Paix] est employé près de 250 fois dans la Bible et des milliers dans la littérature rabbinique. Il vient ponctuer les plus grands textes bibliques et notamment les grandes visions prophétiques. La guerre est décrite, non comme un jeu de bravoure, mais comme un véritable fléau ».
Le Décalogue prohibe l'homicide : « Tu ne tueras point » (en hébreu : « לֹא תִּרְצָח »).

### Christianisme

#### Dans les faits relatés
- Au Jardin des oliviers Jésus dit à Pierre : « Rengaine ton épée, celui qui prend l'épée périra par l'épée » (Matthieu XXVI:52)
- Jean VIII,1-11 présente Jésus dissuadant la foule de lapider une femme adultère : « Que celui d'entre vous qui n'a jamais péché lui jette la première pierre. »

#### Dans les propos tenus
- Matthieu, X.34-35 : « 34. Ne croyez pas que je sois venu apporter la paix sur la terre ; je ne suis pas venu apporter la paix, mais l'épée. 35 Car je suis venu mettre la division entre l'homme et son père, entre la fille et sa mère, entre la belle-fille et sa belle-mère. »
- Paul, dans son épitre aux Ephésiens, 6,13-18, précise ce qu'il faut selon lui entendre par « les armes de Dieu » : « la vérité pour ceinture », « la cuirasse de la justice », « pour chaussure à vos pieds le zèle que donne l'Evangile de paix », « le bouclier de la foi », « le casque du salut, et l'épée de l'Esprit, qui est la parole de Dieu ».

#### Catholicisme
L’Église catholique fait sien le cinquième commandement, « Tu ne tueras point », qui fait l'objet d'un article entier du Catéchisme de l'Église catholique.

## Guerres et conflits religieux

### Christianisme
Les positions ont varié au cours des âges.
- Les premiers chrétiens refusaient de porter les armes, même pour défendre Rome, en invoquant le passage de la Passion où Jésus, que Pierre cherche à défendre par l'épée, ordonne à Pierre de ranger celle-ci en précisant que qui utilise l'épée périra par l'épée[6].
- Saint Martin (316-397), soldat converti alors qu'il est engagé dans l'armée par un contrat de 25 ans, demande à ne pas participer à l'attaque de Worms. Traité de lâche par l'empereur Julien, il décide alors de marcher en tête de ses troupes, sans autre arme qu'une croix, mais il se trouve que les Barbares se rendent avant l'assaut (Martin sera libéré de son contrat à l'âge de quarante ans)
- Saint Ambroise (340-397) fait montre d'une vision plus romaine des choses : « La force sans la justice est matière d'iniquité. Est pleine de justice la force qui, à la guerre, protège la patrie contre les barbares. ». Néanmoins, le pouvoir temporel reste sous étroite surveillance : la ville de Thessalonique s'étant révoltée contre son gouverneur et l'ayant tué, l'empereur (chrétien) Théodose Ier ordonne le massacre des habitants, innocents ou coupables, et sept mille personnes périssent. Saint Ambroise écrit aussitôt à Théodose pour lui signifier la gravité de sa faute et le prévenir que, jusqu'à ce qu'il l'expie par la pénitence, il est exclu de facto de la communauté. Quand l'empereur se présente à l'église, Ambroise lui en interdit l'entrée. L'empereur rappelle la pardon accordé jadis au roi David. « Vous l'avez imité dans son péché, répond saint Ambroise, imitez-le dans sa pénitence ». Il lui impose l'obligation de promulguer une loi portant que toute sentence de confiscation ou de mort ne deviendra exécutoire qu’au bout de trente jours, après avoir été de nouveau examinée et confirmée. Après huit mois de louvoiement, Théodose se soumet
- Saint Augustin (354-430) renchérit : « Que trouve-t-on à blâmer dans la guerre ? Est-ce le fait qu'on y tue des hommes qui doivent mourir un jour afin que les vainqueurs soient maîtres de vivre en paix ? Faire ce reproche à la guerre est le fait d'homme pusillanimes et non d'hommes religieux. Ce qu'on blâme dans la guerre c'est le désir de nuire, la cruauté de la vengeance, une âme inapaisée et implacable, la fureur des représailles, la passion de la domination et autres sentiments semblables.» Augustin estime que tuer un homme (y compris soi-même) n'est pas une faute quand Dieu l'ordonne, en citant, entre autres, l'exemple de Samson (La Cité de Dieu, livre I) :

« Dieu lui-même a fait quelques exceptions à la défense de tuer l’homme, tantôt par un commandement général, tantôt par un ordre temporaire et personnel. En pareil cas, celui qui tue ne fait que prêter son ministère à un ordre supérieur ; il est comme un glaive entre les mains de celui qui frappe, et par conséquent il ne faut pas croire que ceux-là aient violé le précepte : “Tu ne tueras point”, qui ont entrepris des guerres par l’inspiration de Dieu, ou qui, revêtus du caractère de la puissance publique et obéissant aux lois de l’État, c’est-à-dire à des lois très-justes et très-raisonnables, ont puni de mort les malfaiteurs » (§21)
- Le 9 août 1071, les Turcs Seldjoukides, gagnent la bataille de Malazgerd sur les Arabes d'Égypte. Ils interdisent alors le passage des pèlerins chrétiens vers Jérusalem, qui jusque-là n'avait posé aucun problème. Le 27 novembre 1095, Urbain II lance la première croisade pour rétablir la liberté de passage vers les lieux saints, ce qui laisse entendre que cette guerre est considérée comme juste.
- Dans la Somme théologique, Thomas d'Aquin (1228-1274) examine les conditions de licéité d'une guerre et pose trois exigences :

- 1. l'autorité du prince ;
  2. la cause juste ;
  3. l'intention droite.

  - Il y considère aussi qu'une société est « un donné de la nature » ; une société de païens n'est pas moins légitime qu'une société chrétienne. Une souveraineté païenne est donc possible, y compris sur des chrétiens. On ne peut donc considérer comme sainte au seul prétexte qu'on la ferait à des infidèles.
  - Enfin, il admet la légitimité du régicide face au «tyran d’exercice» ou au «tyran d’usurpation».

- 1139 : 2e concile de Latran qui interdit sur la demande du pape Innocent III l'usage de l'arbalète à traits, jugée trop violente. Les princes d'Occident refuseront d'en tenir compte.

- Sur la Guerre de Cent Ans (1337-1453), Rome ne prend pas de parti officiel : il y a d'ailleurs des catholiques des deux côtés. Jeanne d'Arc ne sera béatifiée (1909), puis canonisée (1920) qu'au XXe siècle, dans un monde où France et Angleterre sont alliées.

- Le cardinal Cajetan (1469-1534), général[réf. nécessaire] des Dominicains, s'intéresse aux missions vers le nouveau monde. Commentant la Somme Théologique à propos de la notion de rapine, il examine la question de conquête militaire d'un territoire occupé par des infidèles, et fait remarquer que le Christ envoyait des prédicateurs et non des guerriers. C'est donc selon lui un péché que de chercher à répandre la foi chrétienne par la guerre. Le royaume d'Espagne en prend acte ; de toute façon, c'est moins la religion des indigènes qui fait l'objet de ses soins que la quantité d'or expédiée en Espagne.
- 2 juin 1537 : bulle Veritas ipsa par laquelle le pape Paul III condamne l'esclavage des Indiens « et de tout autre peuple qui viendrait à être découvert » et affirme leur droit, en tant qu'êtres humains, à la liberté et à la propriété, quelle que soit leur religion.
- 1550 : Le dominicain Bartolomé de Las Casas défend cette position au cours de la controverse de Valladolid.

#### Depuis la fin duXXesiècle
Le Catéchisme de l'Église catholique indique que la guerre de légitime défense par la force militaire est considérée comme acceptable à condition, qu'à la fois :
- « le dommage infligé par l'agresseur à la nation ou à la communauté des nations soit durable, grave et certain ;
- tous les autres moyens d'y mettre fin se soient révélés impraticables ou inefficaces ;
- soient réunies les conditions sérieuses du succès ;
- l'emploi des armes n'entraîne pas des maux et des désordres plus graves que le mal à éliminer. La puissance des moyens modernes de destruction pèse très lourdement dans l'appréciation de cette condition.

Ce sont les éléments traditionnels énumérés dans la doctrine dite de la « guerre juste ». »

### Bouddhisme
La violence dans le bouddhisme est une expression qui réunit deux concepts a priori contradictoires, si l'on considère les idéaux de non-violence (ahimsa), de compassion (karuna) et de bienveillance (metta) associés au bouddhisme. En effet, dans sa doctrine originelle, Gautama Bouddha enseigne qu'il faut « renoncer à toute violence envers les êtres vivants, mobiles et immobiles ». L’historien des religions Bernard Faure relève qu'aujourd'hui, des figures médiatiques telles que Tenzin Gyatso, le 14e dalaï-lama, ou le moine d'origine vietnamienne Thích Nhất Hạnh véhiculent l'image du bouddhisme présenté comme une « doctrine pacifique ». Pourtant, selon Faure, l'étude des faits historiques montre que « les contre-exemples ne manquent pas » et que, tant dans son histoire que dans les pays dont il est la religion principale, le bouddhisme a été impliqué dans différents épisodes et formes de violence, et cela parce que cette doctrine « [s'est] adapt[ée] aux divers contextes culturels et sociopolitiques ». Le professeur Michael Jerryson, relève lui aussi que dans l'histoire du bouddhisme, en 2 500 ans, il y a eu de nombreux cas de violence provoqués par des individus ou des structures bouddhiques. 

## Violence rituelle

### Sacrifice d'animaux
Le sacrifice d'animaux est au cœur de plusieurs religions. Dans Le silence des animaux, la philosophe Elisabeth de Fontenay présente l'animal comme inclus dans la société qui le sacrifie en ce sens qu'il est l'intermédiaire nécessaire de la propitiation, de l'action de grâce ou du devenir de la communauté.

#### Judaïsme
La notion de korban, souvent traduite par sacrifice, recouvre en réalité les sacrifices animaux et les offrandes.
Dans le judaïsme, le tza'ar ba'alei chayim (souffrance des êtres vivants en hébreu) est un commandement interdisant la souffrance animale inutile. Ne figurant pas clairement dans la Torah écrite, il est énoncé dans le Talmud.

#### Christianisme
- Augustin examine le cas des animaux en même temps que la question du meurtre d'un être humain. Selon lui, les animaux, dépourvus de raison et ne faisant pas partie de la société humaine, sont à la disposition des hommes à qui il est permis de les tuer :

« Certains cherchent à étendre ce précepte (tu ne tueras pas) jusqu’aux bêtes mêmes, s’imaginant qu’il n’est pas permis de les tuer. (…) Laissons de côté ces rêveries, et lorsque nous lisons : “Tu ne tueras point”, n'englobons pas dans cette défense les plantes, parce qu’elles n’ont point de sensibilité, ni les animaux, qu’ils volent dans l’air, nagent dans l’eau, marchent ou rampent sur terre, parce qu’ils sont privés de raison et ne forment point avec l’homme une société, d’où il suit que par une disposition très juste du Créateur, leur vie et leur mort sont également faites pour notre usage. » (§20).
- Les chrétiens assyriens sacrifient un taureau à Pâques et dans toutes les grandes occasions.
- Le premier concile de Braga (vers 561) précise dans son Canon 14 : « Si quelqu'un, partageant la doctrine de Mani et de Priscillien regarde comme impures les viandes que Dieu a créées pour notre nourriture et qu'aussi il n'ose goûter des légumes mêmes cuits avec de la viande, qu'il soit anathème. »

#### Islam
Un agneau est égorgé aux fêtes de l'Aïd.

#### Hindouisme
La fête de Gadhimai est une fête hindoue qui a lieu une fois tous les cinq ans au temple Gadhimai de Bariyarpur, dans le district de Bara, à environ 160 km au sud de la capitale Katmandou, dans le sud du Népal. 

### Sacrifice humain
Un sacrifice humain est un rite religieux qui a été pratiqué dans la plupart des civilisations, notamment au Néolithique et durant l'Antiquité, le plus souvent pour s'attirer les faveurs des dieux, par exemple pour conjurer la sécheresse, ou pour que les personnages importants tels que les souverains soient accompagnés dans l'au-delà par les sacrifiés.